# Tito Minniti
Tito Minniti, né à Placanica, province de Reggio de Calabre, le 31 juillet 1909, et mort près de Degehabur en Éthiopie le 26 décembre 1935, est un pilote italien qui a été tué après sa capture par les troupes éthiopiennes en 1935 près de Degehabur pendant la Seconde guerre italo-abyssinienne. Sa mort et sa torture supposée a donné naissance à une histoire atroce justifiant de prétexte à l'emploi de gaz moutarde contre les Éthiopiens.
Tito Minniti a été décoré à titre posthume de la Médaille d'or à la valeur militaire.

## Biographie
Tito Minniti est né en 1909 près de Reggio Calabria en Italie. En 1933 il devient un aviateur militaire dans la Regia Aeronautica atteignant le grade de Lieutenant en 1935, lors de ses nombreuses missions en Éthiopie. Le 26 décembre 1935 Tito Minniti qui effectue un vol de reconnaissance avec le sergent Livio Zannoni est obligé d'atterrir derrière les lignes ennemies, probablement à cause de problèmes techniques.
Minnitti et Zannoni ayant apparemment survécu à l'atterrissage sont attaqués par les Éthiopiens. Il est difficile de dire ce qu'il s'est réellement passé. Les deux sont morts et selon Rainer Baudendistel, « il est difficile d'établir s'ils sont morts en se défendant ou s'ils ont été tués après avoir été faits prisonniers ». Le seul témoignage officiel donné par un auxiliaire médical égyptien décrit avec détails que Tito Minniti a été torturé et assassiné par les troupes éthiopiennes.

## Version atroce
D'après la version officielle, Minniti et Zannoni combattent les soldats éthiopiens qui s'approchent. Minniti se défend avec la mitrailleuse de l'avion et tue de nombreux ennemis. Ayant probablement épuisé les munitions, il est forcé de se rendre. Zannoni a été tué mais Minniti est emmené au village de Bolali. La propagande fasciste déclare que Minniti a été torturé et mutilé avant de mourir.
Cette version des faits est proche des assertions d'un auxiliaire de la Croix Rouge égyptienne, Abdel Mohsein El Uisci, qui témoignera à la Ligue des Nations et certifia que la tête coupée et les pieds de Minniti ont été exhibés aux villages de Degehabur, Jijiga et Harar.

### Témoignage de El Uisci
« ...Les soldats éthiopiens ont coupé les doigts du prisonnier italien. Ensuite, leur officier Manghestu le déshabilla pendant qu'il poussait des cris de douleur et lui coupa son organe sexuel... il mourut lentement en se vidant de son sang. Le corps de Tito Minniti a été finalement coupé en morceaux et sa tête placée au bout d'une baïonnette pour être livrée au Ras of Dagabur, Harrar.... »

— Declaration de Abdel Mohsein El Uisci dans le dossier ASD - MAE Etiopia Fondo Guerra, 131/34 donné à la  Ligue de Nations par le gouvernement italien
Le chef des soldats, Manghestu, a pris les organes génitaux pour les remettre à El Uisci car il avait l'intention de voler le corps de Minniti afin d'utiliser sa peau pour en faire des cigarettes. El Uisci, de retour à Dagabur, a confirmé d'avoir aussi été témoin de la torture d'un autre soldat italien qui a été mutilé, et empalé par une barre de métal, transporté sur le dos de deux chameaux.
La castration des ennemis est une tradition en Éthiopie ainsi que le prélèvement des parties du corps comme trophées. Le gouvernement italien a pris prétexte de ces pratiques devant la Société des Nations pour justifier l'invasion de l'Éthiopie. Isamael Daoud, le supérieur de El Uisci, contesta le déroulement des événements. Le gouvernement italien argua que Daoud n'était pas crédible car il était en Égypte pendant ce temps là,. Kamel Hamed et Labib Salamah, deux autres membres de l'équipe médicale de El Uisci en Éthiopie, ont confirmé les assertions de El Uisci's. En 1937, le journaliste Indro Montanelli a questionné un Éthiopien qui a tué Minniti, celui-ci confirmant le compte rendu de El Uisci.

## Version éthiopienne
Les autorités éthiopiennes ont certifié que les deux aviateurs italiens n'ont pas été tués par les troupes régulières mais par des habitants locaux en colère à cause du bombardement de leurs villages. Le commandant éthiopien Dejazmach Nessibou Zeamanouél a envoyé un messager au général italien Rodolfo Graziani, afin de lui donner la version officielle éthiopienne des événements, assurant que les prisonniers ont été traités conformément aux accords internationaux. Ce messager a été arrêté et Graziani n'a pas répondu. Nasibu a répété cette version éthiopienne sur les ondes radio.

## Réponse italienne
Graziani prétextant l'outrage de l'assassinat ordonne le bombardement immédiat des troupes éthiopiennes. Deux camps-hôpitaux officiels de la Croix Rouge de la zone ont été aussi atteints. Il a justifie son action en ces termes : « Vous avez décapité un de nos aviateurs en infraction avec les règles humaines et les lois internationales qui stipulent que les prisonniers sont sacrés et dignes de respect. Vous allez récolter ce que vous méritez. Graziani ». L'usage du gaz moutarde est considérée légitime à cause des atrocités commises.

## Conclusion et postérité
Après la guerre, les corps de Minniti et Zannoni ont été retrouvés à 200 mètres de l'atterrissage de l'appareil, mais les corps étaient tellement décomposés et endommagés par les animaux sauvages que la manière de leur mort n'a pu être déterminée.
Benito Mussolini fit de Tito Minniti un héros de Regia Aeronautica en diffusant version de propagande de ses dernières heures. Dans cette version, l'avion est obligé d'atterrir par la force anti-aérienne ennemie, au lieu de la panne mécanique. Nullement découragé, Minniti blessé pose son appareil et résiste héroïquement aux éthiopiens aussi longtemps que possible, protégeant son camarade.
La citation pour sa distinction établit que « une titanesque et indomptable lutte. Submergé par le nombre et la férocité de l'ennemi barbare, il perdit glorieusement la vie : un exemple flamboyant des hautes vertus militaires, du fier esprit de sacrifice et des indomptables valeurs italiennes ».
Les drapeaux ont été hissés à mi-mât dans le village de naissance de Tito Miniti. Son père aurait dit que « J'ai donné un fils à la patrie lors de la Première Guerre mondiale et je ne regrette pas d'en avoir donné un autre à la patrie. Pour la grandeur de l'Italie je suis prêt à donner la vie de mes quatre autres fils! » L'aéroport de Reggio de Calabre a été baptisé de son nom. En 1936, le sculpteur italien Arturo Martini a créé un mémorial Tito Minniti héros d'Afrique, son corps nu sans tête lié à l'arbre dans la pose de la croix . il est conservé à la Galerie nationale d'art moderne et contemporain à Rome.
La légitimité de la réponse italienne a été très controversée. En 1937 , l'écrivain antifasciste Giuseppe Borgese, a donné sa propre version des faits à cause de cela en faisant valoir que Graziani a simplement profité de l'incident pour excuser ses actions.
Ferdinando Pedriali, fonctionnaire de l'Ufficio Storico Aviazione Militare a écrit en 2000 que pendant la guerre italo-éthiopienne « le massacre de centaines de blessés et de prisonniers , italiens et érythréens , était la norme et non l'exception » , affirmant que de telles actions ont potentiellement légitimé l'utilisation du gaz.
Tito Minniti est toujours commémoré dans sa ville natale chaque année comme un héros militaire.

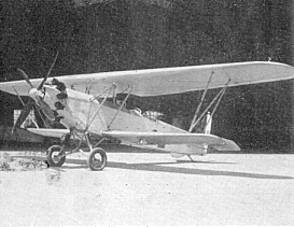
Le Romeo Ro.1 avion piloté par Tito Minniti
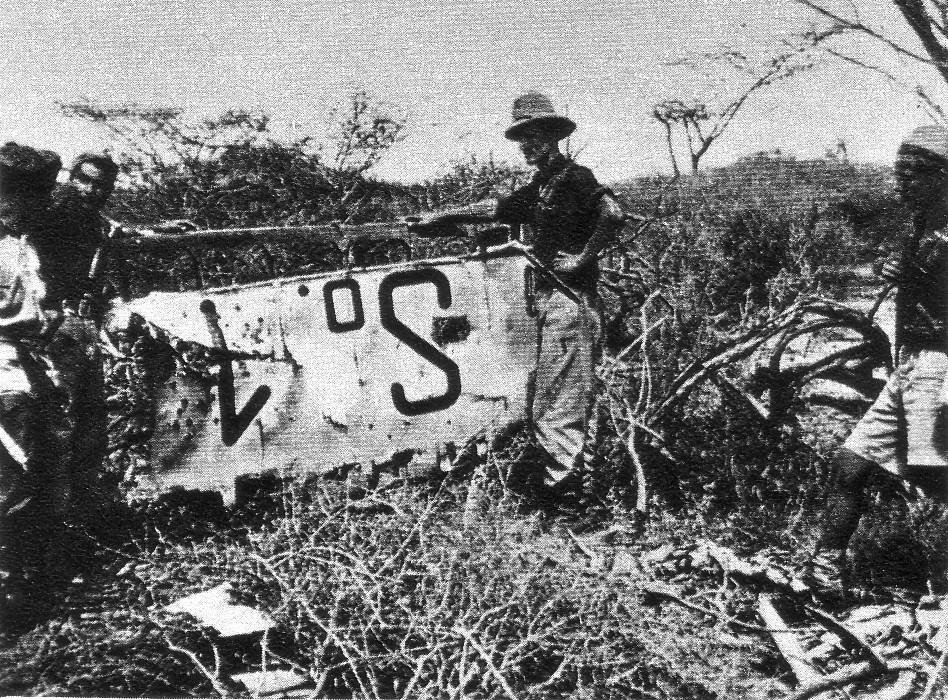
Débris de l'avion Romeo Ro.1
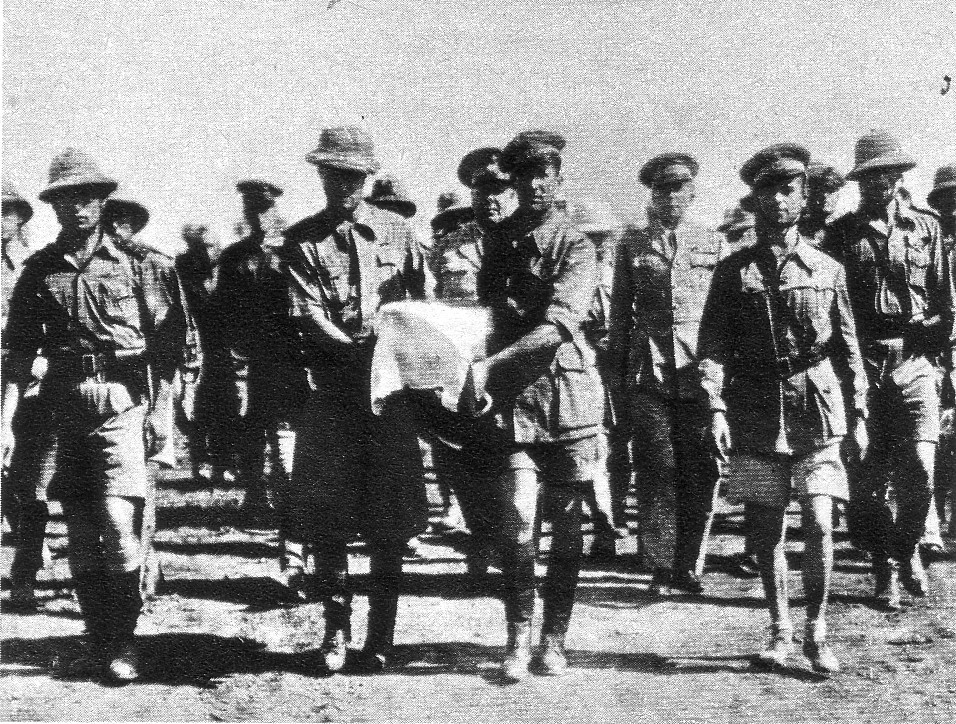
Récuperation des dépouilles de Tito Minniti et Silvio Zannoni

### Source de traduction
- (en) Cet article est partiellement ou en totalité issu de l’article de Wikipédia en anglais intitulé « Tito Minniti » (voir la liste des auteurs).